# Церковь Веры, Надежды, Любови и матери их Софии (Санкт-Петербург)
Церковь Святых мучениц Веры, Надежды, Любови и матери их Софии — православный храм в Санкт-Петербурге, подворье Покрово-Тервенического женского монастыря Тихвинской епархии Русской православной церкви.

## Архитектура
Здание построено предположительно между 1756 и 1762 годами (до вступления на престол Екатерины и впадения Воронцова в немилость), предположительно, архитектором Ж.-Б. Валлен-Деламотом. На другой стороне дороги находился английский парк с каналами. Звонница и главка надстроены в 1999 году, шпиль звонницы находится над западной частью храма. Поскольку здание изначально не было церковью, оно не ориентировано строго по частям света.

## История
Усадьба генерал-поручика Романа Воронцова на Петергофской дороге была перестроена из деревянной в каменную после 1756 года (архитектор — предположительно Жан-Батист Валлен-Деламот). Переходила по наследству внутри семьи Воронцовых. В 1840-х годах была продана англичанину Джону Андерсону, который за 40 лет значительно её благоустроил. Затем была куплена купцом П. Л. Шуваловым, сын которого продал усадьбу землевладельцу С. С. Богомолову.
В 1963 году в здании расположился продовольственный магазин, позднее УНР-24 18-го треста Главленинградстроя.
После начала застройки района Ульянка типовыми многоэтажными домами здание было решено снести, однако благодаря историку Сергею Горбатенко, установившему, что здание является памятником усадебной архитектуры XVIII века, было сохранено.
С 1991 года здание стало использоваться в качестве храма. На базе православной общины храма сформировалось сестричество, которое основало по благословению митрополита Санкт-Петербургского и Ладожского Иоанна (Снычёва) Покрово-Тервенический женский монастырь.
В настоящее время церковь святых мучениц Веры, Надежды, Любови и матери их Софии действует в качестве подворья Покрово-Тервенического монастыря. В 1999 году над зданием были надстроены колокольня и главка.
Каждый год, в праздник Покрова Пресвятой Богородицы, отмечаемый 14 октября, из Тервенической обители на монастырское подворье привозят Тервеническую икону Божией Матери, которая находится в храме до праздника Рождества Христова, 7 января.